# 2024年习近平访问秘鲁和巴西
2024年11月13日至17日，中国共产党中央委员会总书记、中华人民共和国主席习近平应秘鲁总统迪娜·博鲁阿尔特的邀请出席亚太经济合作组织第31次领导人非正式会议 。11月17日至21日，习近平又应巴西总统路易斯·伊纳西奥·卢拉·达席尔瓦的邀请，出席2024年二十国集团里约热内卢峰会。

## 秘鲁
11月14日，习近平以视讯形式与秘鲁总统博鲁阿尔特共同出席钱凯港开港仪式。 这彰显了中华人民共和国在当地的影响力。该港口预计在未来十年内，将获得超过35亿美元的总投资。
11月14日，习近平在利马总统府和博鲁阿尔特会谈。会谈后，两国领导人签署了《中华人民共和国政府与秘鲁共和国政府关于共建“一带一路”的合作规划》和《中华人民共和国政府和秘鲁共和国政府自由贸易协定升级议定书》，并交换了经贸、产业投资、工业园区、教育、绿色发展等领域多份双边合作文件。双方还发表了《中华人民共和国和秘鲁共和国关于深化全面战略伙伴关系的联合声明》。

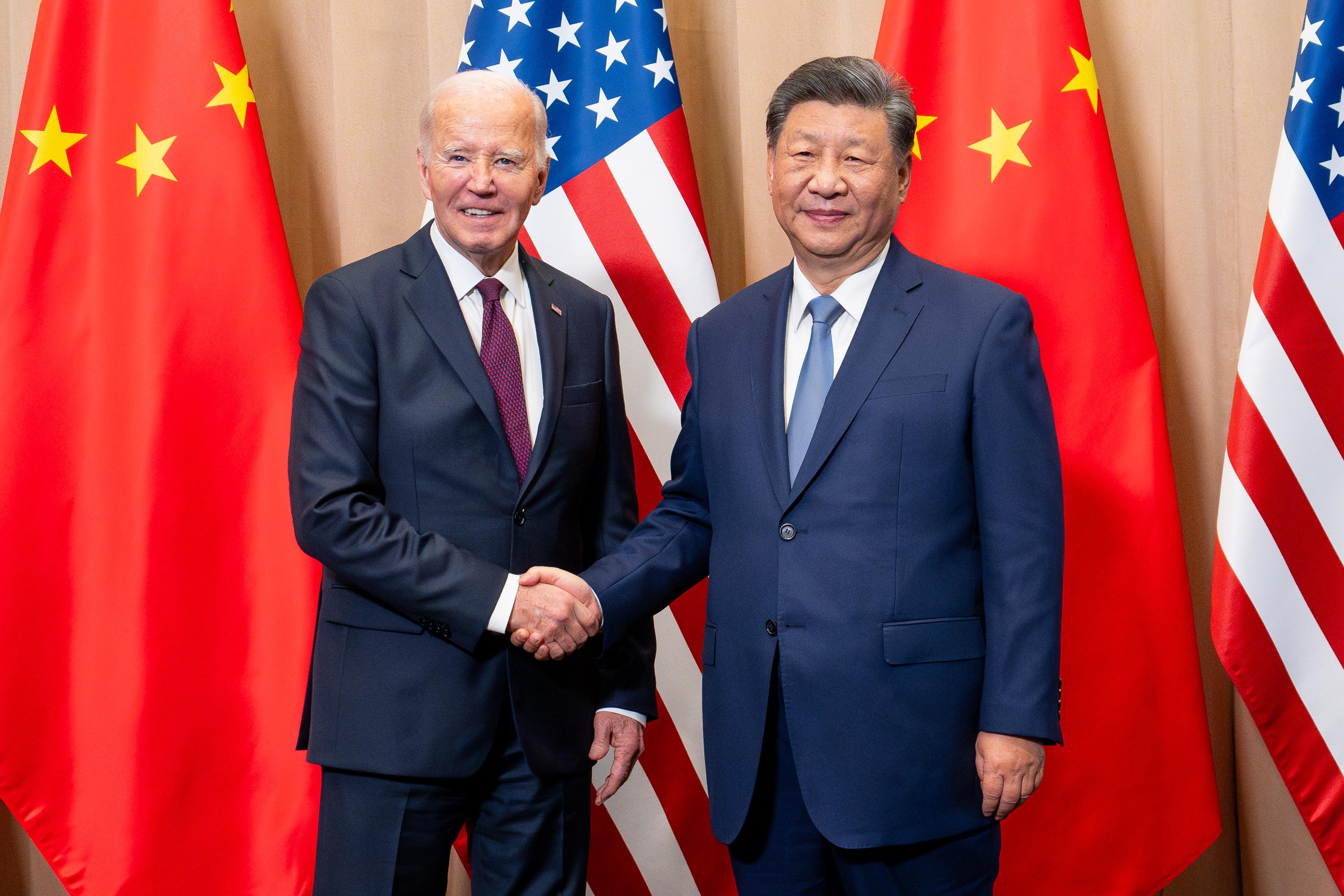
2024年11月16日，美国总统乔·拜登和中共中央总书记兼中国国家主席习近平会面。

当晚，习近平和博鲁阿尔特在秘鲁总统府以视讯方式出席钱凯港开港仪式。两国元首在听取了各自交通部门负责人汇报后，下达了开港指令。11月15日上午，习在出席亚太经合组织领导人非正式会议期间会见了泰国总理佩通坦·钦那瓦、新加坡总理黄循财和韩国总统尹锡悦。 同日下午，习会见了智利总统加夫列尔·博里奇、新西兰总理克里斯托弗·卢克森和日本首相石破茂。
11月16日，美国总统乔·拜登在2024年秘鲁APEC峰会期间与习近平举行会谈。

## 巴西

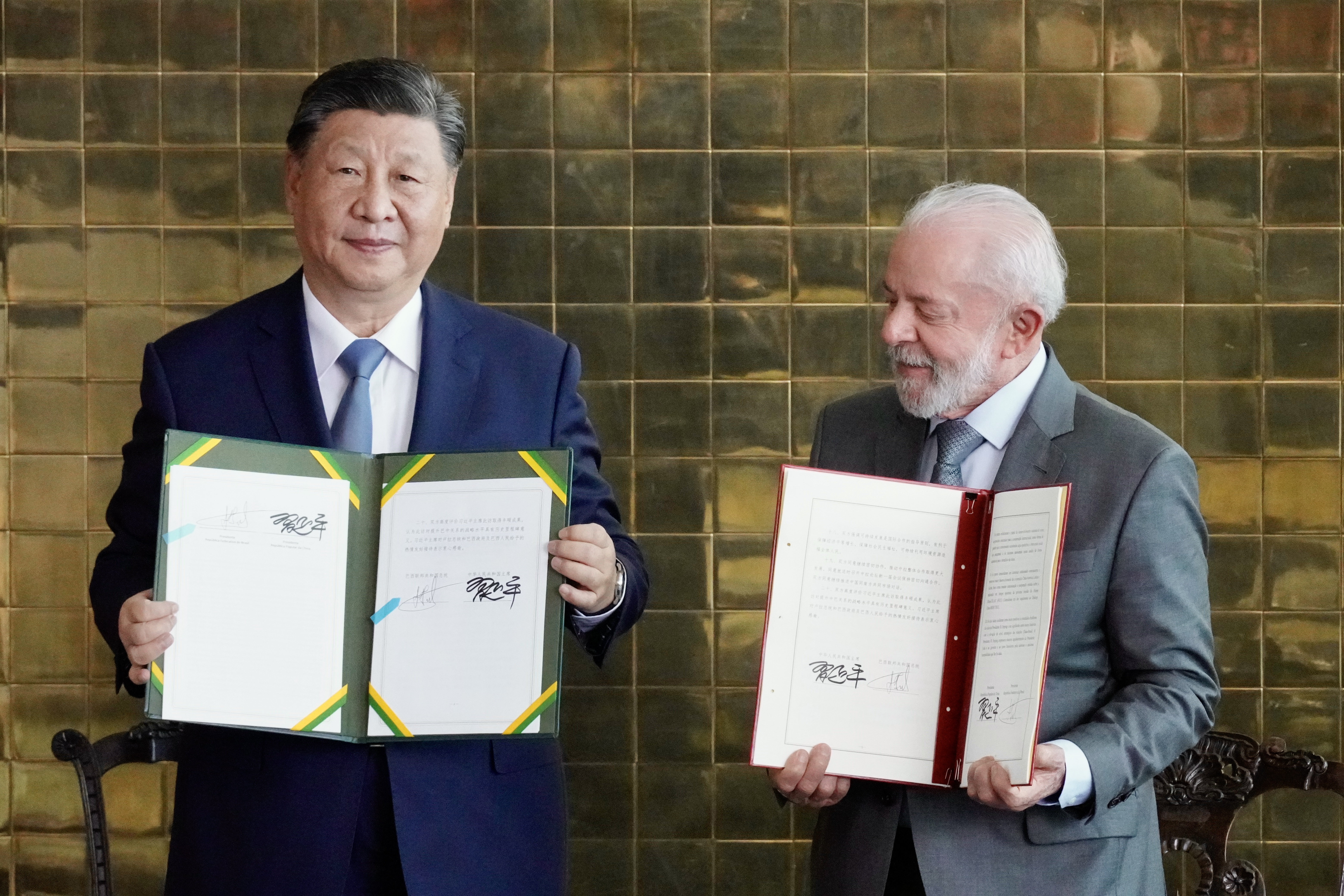
习近平和卢拉在晨曦宫签署中巴政府协议。

11月17日，习近平抵达里约热内卢/加利昂-安东尼奥·卡洛斯·若比姆国际机场，出席二十国集团领导人峰会。
11月18日上午，习近平在里约热内卢出席二十国集团领导人峰会期间与英国首相基尔·斯塔默、澳大利亚总理安东尼·阿尔巴尼斯举行会晤。同日下午，习与墨西哥总统克劳迪娅·辛鲍姆展开会晤。次日上午，习分别会见了德国总理奥拉夫·朔尔茨、法国总统埃马纽埃尔·马克龙、玻利维亚总统路易斯·阿尔塞、阿根廷总统哈维尔·米莱。
11月20日，习近平应卢拉要求延迟返国，并前往巴西利亚。访问期间，巴西预计将宣布对华出口以及对中国的城市交通、航空和电动汽车领域投资。于此同时，双方还签署了约40项国际协议，这些协议共涉及贸易、农业、工业、投资、研究和技术、通信、卫生、能源、文化、教育和旅游等领域。此外中巴也决定就一带一路倡议与巴西发展战略之间建立对接合作。